# Dilar formosanus
Dilar formosanus is een insect uit de familie van de Dilaridae, die tot de orde netvleugeligen (Neuroptera) behoort. 
Dilar formosanus is voor het eerst wetenschappelijk beschreven door Okamoto & Kuwayama in 1920.